# ۵۷۵ (خورشیدی)
۵۷۵ پانصد و هفتاد و پنجمین سال هجری خورشیدی است.